# 糸車の聖母
| 「バクルーの聖母」 |  | 「ランズダウンの聖母」 |
| 「バクルーの聖母」 |  | 「ランズダウンの聖母」 |

『糸車の聖母』（いとぐるまのせいぼ, 伊: Madonna dei Fusi, 英: Madonna of the Yarnwinder）、または『糸巻きの聖母』（いとまきのせいぼ）は、盛期ルネサンスのイタリア人芸術家レオナルド・ダ・ヴィンチが1499年以降に描いた絵画。スコットランドのバクルー公爵家が所蔵する通称「バクルーの聖母」と、プライベートコレクションの通称「ランズダウンの聖母」と呼ばれる二点のバージョンがある。どちらか一点、あるいは二点ともがレオナルドのおそらく真作 (Generally accepted) だといわれているが、他者との合作だとされている。どちらの作品の下絵にも同じような構成変更ないし修正跡が残されていることから、レオナルドの工房で同時期に制作されたのではないかと考えられている。
フランス王ルイ12世の秘書だったフロリモン・ロベルテの依頼で、レオナルドが1501年に『糸車の聖母』らしき絵画制作を開始したという記録が残っている。その後1507年にフランス王宮へ持ち込まれたとされるが、研究者の間でも意見が分かれている。
屋外に座る聖母マリアが、かせとり棒 (en:niddy noddy) と呼ばれる糸車の糸巻きを見つめている幼児キリストを抱いている構図である。十字のかせとり棒はマリアの家庭生活の象徴であるとともに、将来キリストが磔刑に処せられる聖十字架の暗示となっている。『糸車の聖母』の生き生きとした構成とさりげない物語性は、ラファエロ・サンティやアンドレア・デル・サルトといった、次世代以降の盛期ルネサンスの画家たちが描く聖母子像に極めて大きな影響を与え、模写や構成を真似た作品が複数現存している。

## バクルーの聖母
スコットランドのバクルー公爵家が所蔵し、エディンバラのスコットランド国立美術館が長期貸与を受けて展示している「バクルーの聖母」と呼ばれる作品は、レオナルドがその大部分を描いたのではないかと考えられている。もともと「バクルーの聖母」は、代々のバクルー公爵居城であるダンフリーズ・アンド・ガロウェイのドラムランリグ城 (en:Drumlanrig Castle) に収蔵されていた。「バクルーの聖母」がバクルー公爵家のコレクションに加わったのは、1767年に第3代バクルー公ヘンリー・スコットが、初代モンタギュー公ジョージ・モンタギューの娘レディ・エリザベス・モンタギューと結婚したときのことだった。エリザベスが受け継いだモンタギュー家伝来の美術品コレクションに「バクルーの聖母」も含まれていたのである。モンタギュー家はこの「バクルーの聖母」を、1756年にパリで開催されたオスタン公、タラール公マリー＝ジョセフが残した美術品コレクションのオークションで入手した。このマリー＝ジョセフが、確実な記録に残る「バクルーの聖母」の最初の所有者である。

### 盗難
2003年に「バクルーの聖母」は旅行者を装った二人組によってドラムランリグ城から盗み出された。この二人組は「バクルーの聖母」が窓から運び出されるところを目撃していたニュージーランドからの観光客に対して「ご心配には及びません、私たちは警官です。これは単なる訓練なのです」と声をかけている。2007年になって、バクルー公家の保険業者として雇われていた公認損害査定人のもとに、72時間以内に「バクルーの聖母」を取り戻す手配を整えることができるとする、イギリス人弁護士からの交渉があった。この弁護士はランカシャーのスケルマズデイルに住むマーシャル・ロナルドという人物で、通報を受けた警察は、美術品の専門家でバクルー公家から派遣された代理交渉人に見せかけた二人の覆面捜査官をロナルドのもとに送り込んだ。そして「バクルーの聖母」はグラスゴーにあるロナルドのオフィスで発見されたのである。この事件で、別々の法律事務所に所属する二名の事務弁護士を含む4名が逮捕された。エディンバラの新聞『スコッツマン』はグラスゴーの法律事務所について「当地でもっとも成功し尊敬されている法律事務所の一つ」だとし、逮捕されたメンバーは「犯罪行為に手を染めていたわけではなく、二つの組織の仲介役を果たそうとしたにすぎない。正体不明の組織からの申し入れが、イングランドにおける絵画作品の「適法な返還手続き」に則ったものかどうかを入念に調査しようとしていただけだ」という法律事務所の発表を記事にしている。
第9代バクルー公爵ジョン・スコットは2007年9月に死去しており、取り戻された「バクルーの聖母」を目にすることはできなかった。2009年以来、「バクルーの聖母」はスコットランド国立美術館に長期貸与されており、2015年現在でもスコットランド国立美術館で展示されている。スコットランド以外では過去にロンドンとミラノでのみ一般公開されたが、2016年1月から墨田区の東京都江戸東京博物館で開催される「レオナルド・ダ・ヴィンチ　天才の挑戦」で展示されることが発表された。
「バクルーの聖母」の盗難事件で逮捕され、バクルー公爵への金銭要求の疑いで起訴されていた弁護士のロナルドは2010年に釈放されている。そしてロナルドは2013年に、第10代バクルー公とダンフリーズ・アンド・ガロウェイの警察署長を告訴した。ロナルドは6年前に覆面警察官と約束した425万ポンドの報奨金支払いを求めている。

## ランズダウンの聖母
19世紀にランズダウン侯爵家が所有していたことから「ランズダウンの聖母」と呼ばれる『糸車の聖母』は、二番目の作品だとされることが多い。ハイウィカム伯爵で後に第2代ランズダウン侯爵となったジョン・ペティが1809年以前に、おそらくは第4代ダーンリー伯爵ジョン・ブライから「ランズダウンの聖母」を購入した。1833年に侯爵の未亡人が売却しようとした美術品コレクションの目録に「ランズダウンの聖母」も記載されているが、このときには売買が成立しなかった。その後も侯爵未亡人の一族が所蔵していたが、後に初代バターシー男爵を授爵されるシリル・フラワーが1879年に未亡人の娘から「ランズダウンの聖母」を買い取った。1908年になって、パリを拠点とする画商のネイサン・ワイルデンシュテインとルネ・ジャンペル (en:René Gimpel) が、「ランズダウンの聖母」をフラワーの未亡人から購入している。この両人が1909年に、アメリカ人美術史家で当時有数の鑑定家だったバーナード・ベレンソンに「ランズダウンの聖母」の鑑定を依頼した。ベレンソンはマニエリスム期のイタリア人画家ソドマの作品だと鑑定したが、下絵次第ではレオナルドの可能性もあると考えていた。1911年頃の修復作業で、「ランズダウンの聖母」はオリジナルの板からキャンバスへと移植され、修復時にいくつかの修正が施された。もっとも大きな修復は幼児キリストの下半身を覆っていた腰布が除去されたことと、マリアの左手の描写だった。
1928年に「ランズダウンの聖母」はソドマの作品として、カナダ人実業家で美術品収集家でもあったロバート・ウィルソン・リフォードに売却された。1930年代になってから、美術史家ヴィルヘルム・スイダらによって「ランズダウンの聖母」にX線と紫外線による解析が初めて実施されている。解析の結果スイダは、幼児キリストと背景の風景はレオナルドが、その他の部分はミラノの工房の弟子が描いた作品であると結論付けた。1939年に開催されたニューヨーク万国博覧会に「ランズダウンの聖母」が貸与されたが、展示中に損傷を受けてさらなる修復作業を余儀なくされてしまっている。1972年にリフォード家は「ランズダウンの聖母」をオークションに出品した。ただしレオナルド作ではなくソドマ作としてであり、レオナルドの絵画作品であればありえないような安い価格しかつかなかった。「ランズダウンの聖母」はウィルデンシュタイン & Co. が買戻し、キャンバスに移植されていたこの作品を、1976年に複合材の板へと再移植した。1999年にウィルデンシュタイン & Co. はソドマではなくレオナルドの絵画作品として、現在のアメリカの所有者に売却した。この所有者は個人であり、非公開となっている。

## 来歴

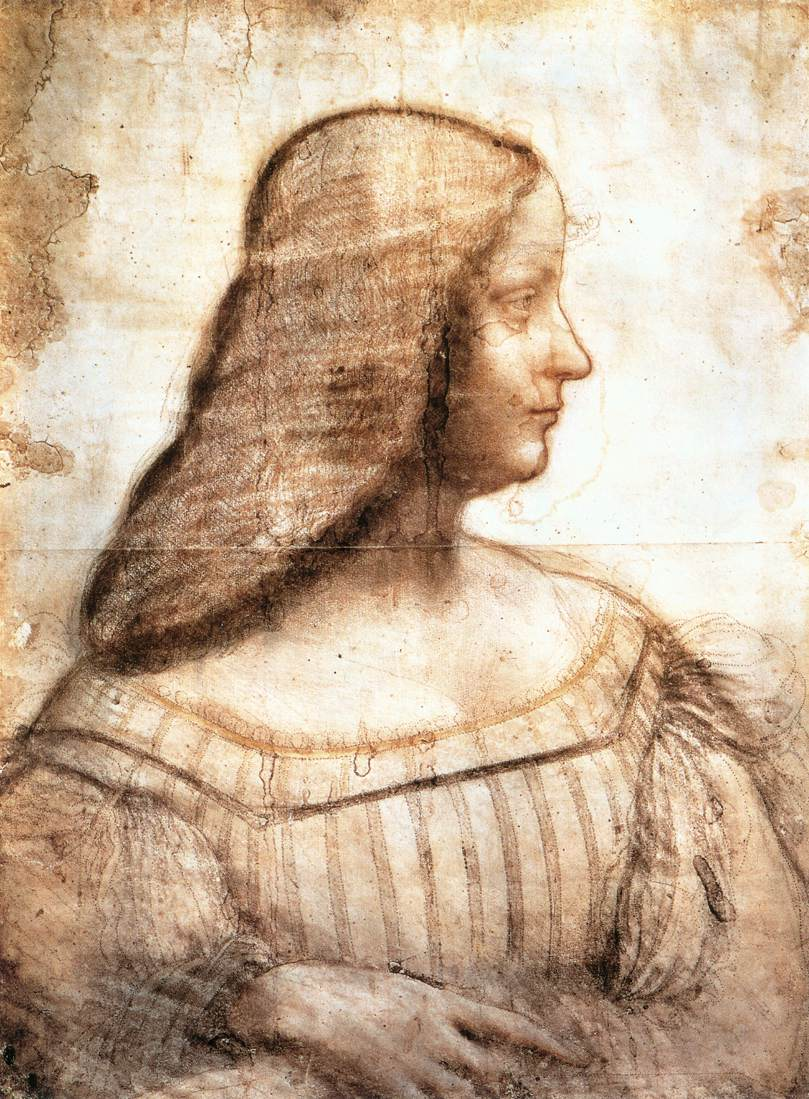
レオナルドが1500年に描いたマントヴァ侯妃イザベラ・デステの肖像画のドローイング。ルーヴル美術館（パリ）所蔵。

『糸車の聖母』の主題に関する最初期の記録は、マントヴァ侯妃イザベラ・デステへ宛てた、フィレンツェのカルメル会修道院長フラ・ピエトロ・ダ・ノヴェラーラの1501年4月14日付の書簡である。1499年の第二次イタリア戦争でフランス軍がイタリアに侵攻したため、ミラノで活動していたレオナルドは、ヴェネツィアを経て1500年に故郷のフィレンツェへと避難した。レオナルドはマントヴァのイザベラの宮廷にも出入りし、イザベラからの肖像画制作依頼を受けて習作となるドローイング（ルーヴル美術館所蔵）を描いたが、肖像画を手がけることなくヴェネツィアへと居を移してしまった。イザベラはフィレンツェのフラ・ピエトロに連絡を取り、肖像画の完成を望んでいることをレオナルドに伝えさせた。この件の進捗をイザベラに報告するフラ・ピエトロの書簡が二通現存している。二通目の書簡はフラ・ピエトロがレオナルドに面会した後に書かれたもので、当時のレオナルドが数学の研究に気をとられているうえに、フロリモン・ロベルタから依頼された小さな絵画作品の制作で忙しいと記されている。さらにレオナルドが手掛けている絵画について、
と書簡に記されている。これは当時のレオナルドの作品に言及した記述の一つではあるが、「かご」が存在しないこと以外は「バクルーの聖母」あるいは「ランズダウンの聖母」に描かれている構成と合致する。このロベルタの絵画は、おそらくレオナルドがミラノを去る直前の1499年に依頼していた作品であり、ヴェネツィアで制作を開始したのではないかと考えられている。
依頼主のロベルタが完成した『糸車の聖母』を受け取ったと考えられているが、学者の間でも意見が分かれている。1507年1月に、ブロワのフランス王宮に赴任していたフィレンツェ大使のフランチェスコ・パンドルフィーニが、「（レオナルドが）描いた小作品が最近この宮殿に持ち込まれ、素晴らしい出来だと言われている」と報告している。しかしながら1532年に編纂されたロベルタ死去時の美術品目録には「聖母」は存在していない（ただし、この目録が正式なものかどうかについても異論があった）。。このことについて、ロベルタの死去時にその美術品コレクションからフランス王の所有となったために、目録に記載されていないのではないかという仮説がある。この仮説が正しいとしても、その後フランス王室コレクションから散逸した経緯は判明していない。
1525年に、その前年に死去した、レオナルドの弟子で遺産相続者だったサライ (en:Salaì) の遺産目録が二通作成された。この目録には「幼児を腕に抱く聖母」の絵画が記載されていた。この記述はレオナルドが終生所有し続けた最初のバージョンの『糸車の聖母』のことであり、ロベルタが受け取ったかもしれない『糸車の聖母』は二番目以降に描かれたバージョンだったとされている。「バクルーの聖母」と「ランズダウンの聖母」のどちらが最初のバージョンかは判明していないが、いずれにせよ来歴はロベルタもしくはサライ、あるいは「バクルーの聖母」に限れば、確実にフランスに存在していた18世紀以前まで遡ることができる。一方「ランズダウンの聖母」はフランス人のコレクションに収蔵されていたが、フランス革命後にフランスから散逸した多くの美術品と同様に、イギリス人収集家が購入している。

## 構成とモチーフ

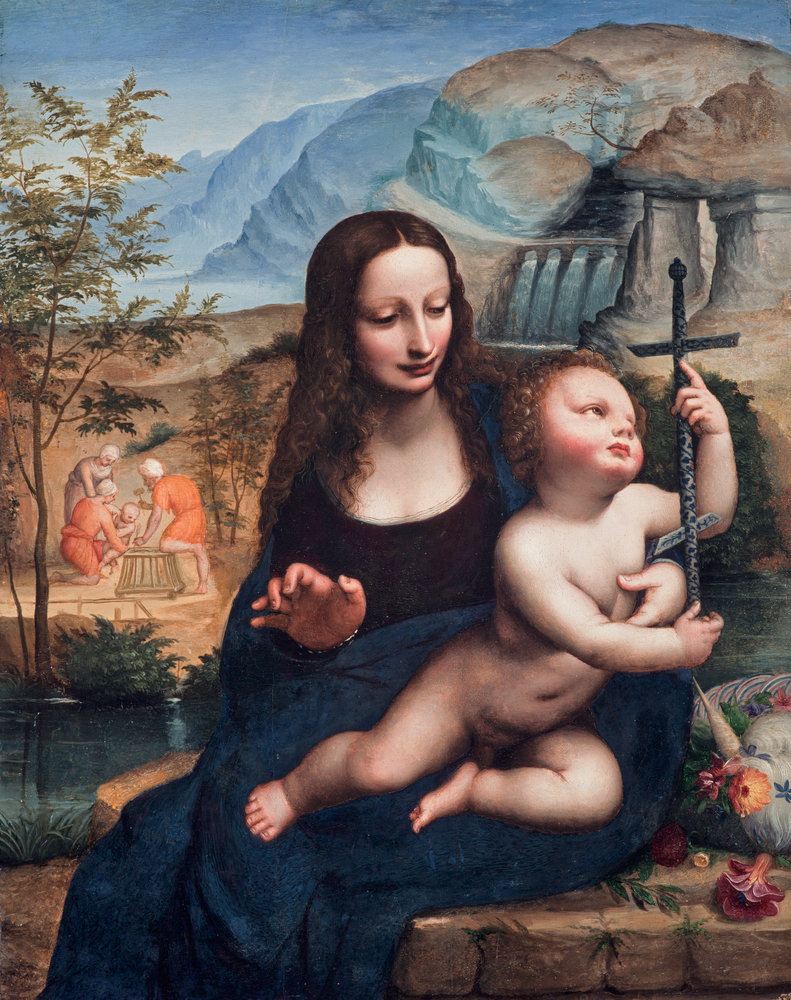
スコットランド国立美術館が所蔵する『糸車の聖母』の模写。スペイン人画家フェルナンド・ヤーニェス・デ・ラ・アルメディーナ（1475年頃 - 1536年）の作品で、画面左の中景に下絵にのみ存在するベビーウォーカーを製作する男性や、産婆らしき女性が描かれている。

『糸車の聖母』には、抱かれている聖母マリアの腕から身をよじって抜け出そうとしているような姿形の幼児キリストが描かれている。キリストの目は、将来に磔刑に処せられる聖十字架の象徴である、十字の形をしたかせとり棒に注がれている。マリアは息子を襲う未来の苦悶におびえながらも、その未来を受け入れることしかできない諦めの表情を浮かべている。空に掲げられた片手が生み出すマリアの不安定にも見える姿形は、祭壇画『岩窟の聖母』でも描かれている。キリスト磔刑の受難の象徴で遊ぶ幼児キリストは、『ブノアの聖母』や『聖アンナと聖母子』といった、レオナルドが描いた他の作品にもみられるモチーフとなっている。レオナルドのキャリア後期の作品と同様に、『糸車の聖母』でも人けのない広大な風景を背にした人物像が描かれている。「バクルーの聖母」の画面右前面に描かれている露出した岩肌層は、地層学的に正確な描写で表現されている。
「バクルーの聖母」と「ランズダウンの聖母」との主な相違点は背景に描かれた風景である。「バクルーの聖母」の背景は淡々と描かれた広い水面で、「ランズダウンの聖母」の背景はレオナルドの他の作品にもよく見られる起伏のある山岳になっている。この山岳風景は、レオナルドになじみが深かった地方であるレッコからヴァプリオにかけて流れる、アッダ川流域の渓谷がモデルになっている可能性がある。淡々と描かれている「バクルーの聖母」の背景は、レオナルドの未完作品に弟子が加筆したのではないかともいわれている。美術史家マーティン・ケンプは、レオナルドの後期作品と同様の背景を持つ「ランズダウンの聖母」はレオナルドが最後まで自身で完成させようとした二番目の作品であり、「バクルーの聖母」が1507年にロベルタへと送られた作品ではないかと推測している。
「バクルーの聖母」と「ランズダウンの聖母」の下絵には、どちらも現在の完成品とは異なる構成のものがみられるが、現存する模写の中には完成品ではなく下絵の構成のままに描かれている作品が存在している。これは、その模写が最初のバージョンの制作過程初期の段階で描かれたためではないかとされている。たとえばどちらの下絵にも、マリアの背後遠景に聖ヨセフと思しき男性たちが幼児キリストのためにベビーウォーカーを製作している様子が描かれているが、これは完成品には見られず、スコットランド国立美術館やプライベートコレクションが所蔵する模写などに描かれている。他にも赤子をとりあげる産婆のような女性も描かれている。遠景に描かれている幼児と女性はキリストとマリアではなく、幼い洗礼者ヨハネとその母である聖エリザベトだといわれている。これは、レオナルドが一つの作品に聖母子を二組描くことはありえないと考えられているためである。また、レオナルドは馬、ロバ、牡牛といった駄獣も描き入れようとしており、二点の下絵ではそれぞれ異なる場所に配されている。さらにアーチ状のエントランスをした建築物も下絵には描かれている。制作過程後半の「バクルーの聖母」には「ランズダウンの聖母」の背景に描かれているような橋があったと思われるが、現在の「バクルーの聖母」では上描きされて残っていない。

## 後世への影響と模写作品
『糸車の聖母』には、レオナルドの弟子や後世の画家たちが描いた模写や、構成を借用した絵画作品が40点近く現存している。現在の「バクルーの聖母」や「ランズダウンの聖母」とは細部が異なる模写が多く、長い年月をかけて手が加えられていったものと考えられている。中景に「バクルーの聖母」や「ランズダウンの聖母」の下絵にしか存在しない人物像が描かれている模写が存在しているほか、フラ・ピエトロ・ダ・ノヴェラーラの書簡に記されているような「かご」が幼児キリストのそばに描かれている模写もある。ルーヴル美術館が所蔵する模写も含めて8点に、「バクルーの聖母」の前景とは異なる表現の岩肌が描かれている。これらの模写の多くがロンバルドを中心に活動していた、レオナルドの影響を強く受けたレオナルド派 (en:Leonardeschi) と呼ばれる画家たちの作品だと考えられている。そのほかにも複数の画家たちによる、レオナルドの構成に加えてさらに多くの生物や人物を描き足した模写が存在している。
『糸車の聖母』の構成はとくにスペインで有名になった。この構成をスペインに持ち込んだのはフェルナンド・ヤーニェス・デ・ラ・アルメディーナ (en:Fernando Yáñez de la Almedina) か、エルナンド・デ・ロス・リャノス (en:Hernando de los Llanos) ではないかといわれている。両者ともに16世紀初頭にフィレンツェで修業を積んだ画家であり、どちらかが、レオナルドがヴェッキオ宮殿壁画の『アンギアーリの戦い』を制作していた1505年に、レオナルドの弟子で「スペインのフェルナンド (Ferrando spagnolo)」と呼ばれていた人物だと考えられている。

### 模写を所蔵している施設の一覧
- ウフィツィ美術館（フィレンツェ）[36]。
- ディジョン美術館（ディジョン）[36]。

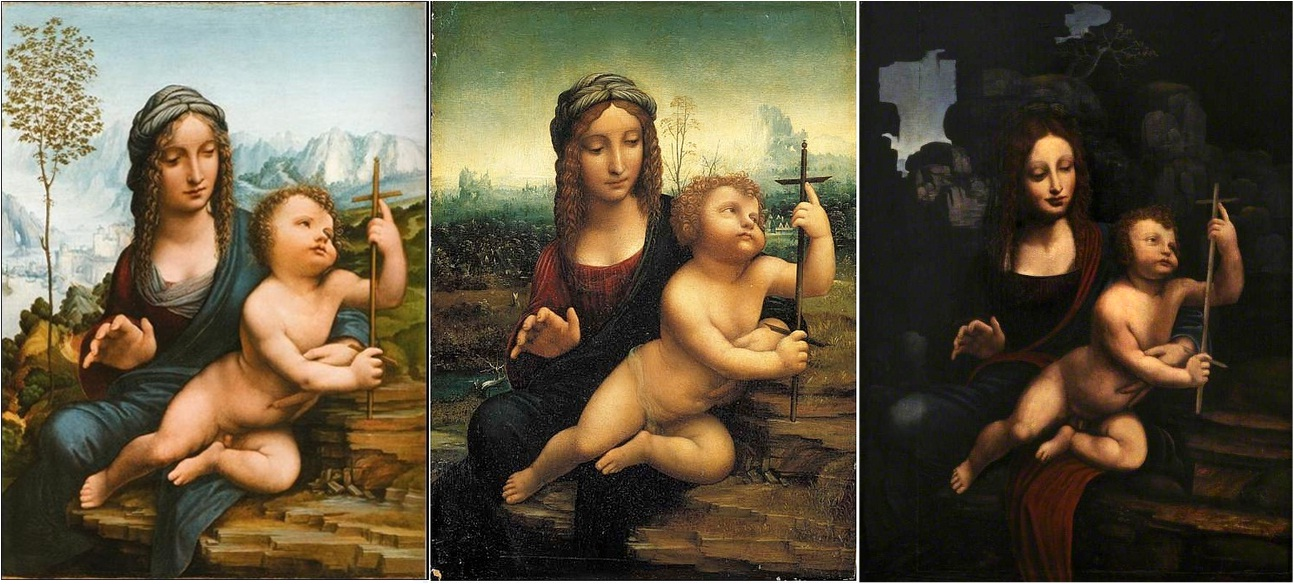
左から、ルーヴル美術館（パリ）、ソウマヤ美術館（メキシコシティ）、クライストチャーチ絵画館（オクスフォード）が、それぞれ所蔵している『糸車の聖母』の模写。

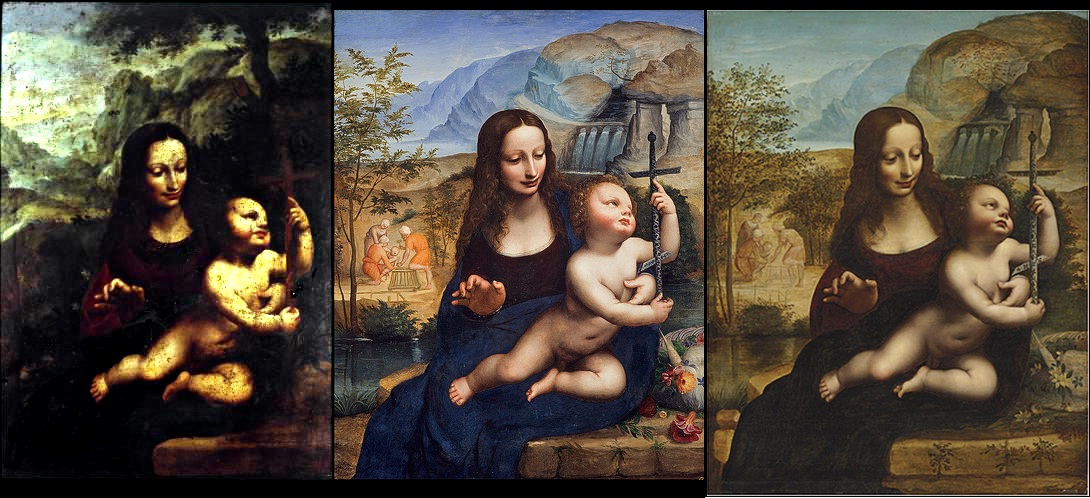
左から、プライベートコレクション（マドリード）、スコットランド国立美術館（エディンバラ）、プライベートコレクションが、それぞれ所蔵している『糸車の聖母』の模写。

- スコットランド国立美術館（エディンバラ）。フェルナンド・ヤーニェス・デ・ラ・アルメディーナ作といわれる[36]。
- ムルシア美術館（ムルシア）。フェルナンド・ヤーニェス・デ・ラ・アルメディーナ作といわれる[37]。

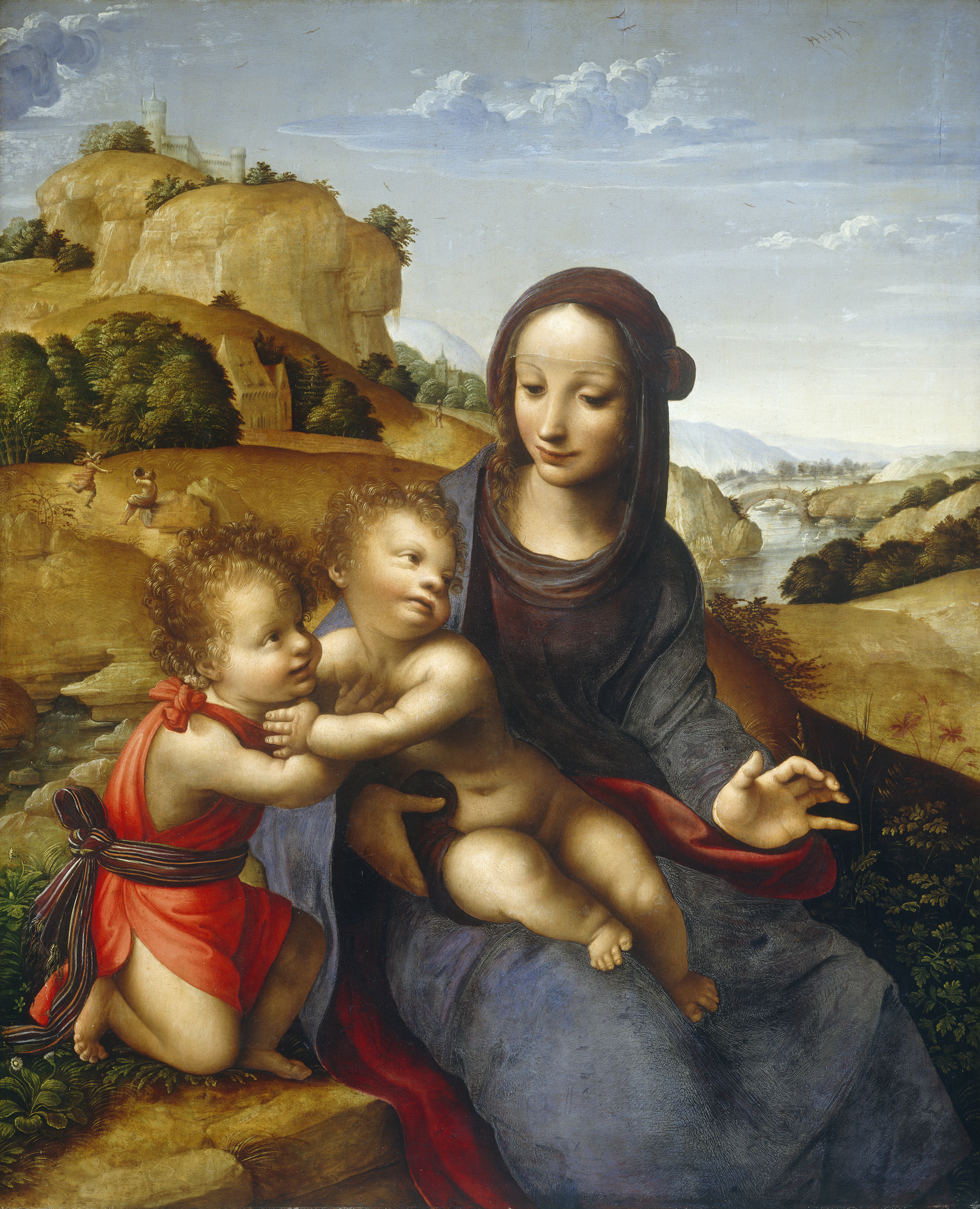
フェルナンド・ヤーニェス・デ・ラ・アルメディーナ作といわれる『幼児ヨハネと聖母子』（1505年頃）。ナショナル・ギャラリー・オブ・アート（ワシントンD.C.）所蔵。

- ナショナル・ギャラリー・オブ・アート（ワシントンD.C.）。フェルナンド・ヤーニェス・デ・ラ・アルメディーナ作といわれる『幼児ヨハネと聖母子』[38]。
- バレンシア大聖堂（バレンシア）。エルナンド・デ・ロス・リャノスの『エジプト逃避中の休息』（1507年）[39]。
- ウースター美術館（ウースター）。
- グラナダ大聖堂（グラナダ[40]。
- アスプリーハウス (ロンドン)[40]。
- ソウマヤ美術館（メキシコシティ）[41]。
- モナコ公宮（モナコ）。
- ヴィッテルスバッハ家補償基金（ミュンヘン）。
- クライストチャーチ絵画館（オクスフォード）[40]。
- ルーヴル美術館（パリ）[42]。
- ペンリス・エデン美術館（カンブリア）[43]。
- 国立古典絵画館（ローマ）。マルティノ・ピアッツア作といわれる[44]。
- コルドバ美術館（コルドバ）。『聖ヨハネとトビアスと天使と果物かごの糸車の聖母』と呼ばれている[44]。
- ベルリン美術館（ベルリン）。ルイス・デ・モラレス作（1560年代）[45]。
- マドリード王宮（マドリード）。ルイス・デ・モラレス作（1560年代）[45]。
- ヒスパニック・ソサエティ・オブ・アメリカ（ニューヨーク）。ルイス・デ・モラレス作（1560年代）[45]。
- エルミタージュ美術館（サンクトペテルブルク）。ルイス・デ・モラレス作（1560年代）[45]。
- コスタ宮殿美術館（ピアチェンツァ）[46]。
- フェルナンド・ヤーニェス・デ・ラ・アルメディーナの『聖家族』（1523年）。以前はカルロス・グレーター・コレクション（ブエノスアイレス）の所蔵[38]。
- プライベートコレクション（イタリア）。1500年頃の模写で未完。
- プライベートコレクション（シカゴ）[47]。それまではウッド・プリンス・コレクションの所蔵。
- プライベートコレクションに2点。チェザーレ・ダ・セスト作といわれる[42]。
- プライベートコレクション。コルネリウス・ファン・クレーフェ作といわれる[40]。
- プライベートコレクションに3点。『桜とリンゴの糸車の聖母』と呼ばれている[48]。